# Hypopomidae
Los Hypopomidae son una familia de peces de agua dulce, incluida en el orden Gymnotiformes. Su nombre procede del griego: hypo (bajo) + pomatos (cubierta, funda),

## Morfología
Son peces eléctricos de pequeño tamaño, de entre 8 y 35 cm de longitud, con el cuerpo plano y alargado. Se parecen al resto de los peces de su orden en que tienen un cuerpo en forma de cuchillo o cilíndrico más o menos comprimido, han perdido las aletas pélvicas y la aleta dorsal, siendo la aleta anal extremadamente larga y ondulada para permitir a estos peces moverse tanto hacia delante como hacia atrás.
Se diferencian de otras familias de su orden en la ausencia de dientes en ambos maxilares, el hocico es moderadamente corto, ojos pequeños, opérculos de forma trapezoidal y no poseen aleta caudal ni órgano dorsal. También poseen un órgano que genera descargas eléctricas multifásicas, generalmente bifásicas.

## Hábitat
Se encuentran en aguas dulces de ríos y lagos desde Panamá hasta el Río de la Plata, en Argentina. Prácticamente en toda América del Sur menos en Chile.

## Importancia para los humanos
Las especies del género Brachyhypopomus tienen una gran importancia ecológica pues en algunas cuencas fluviales constituyen una parte importante de la biomasa, sobre todo en canales de la cuenca del río Amazonas. Por lo demás, no es normal que sean pescadas para alimentación ni son utilizadas en acuariofilia.

## Géneros y especies
Existen 19 especies válidas, agrupadas en 7 géneros:
- Género Brachyhypopomus (Mago-Leccia, 1994)
  - Brachyhypopomus beebei (Schultz, 1944)
  - Brachyhypopomus bombilla (Loureiro y Silva, 2006)
  - Brachyhypopomus brevirostris (Steindachner, 1868) - Anguila
  - Brachyhypopomus diazi (Fernández-Yépez, 1972)
  - Brachyhypopomus draco (Giora, Malabarba y Crampton, 2008)
  - Brachyhypopomus gauderio (Giora y Malabarba, 2009)
  - Brachyhypopomus janeiroensis (Costa y Campos-da-Paz, 1992)
  - Brachyhypopomus jureiae (Triques y Khamis, 2003)
  - Brachyhypopomus occidentalis (Regan, 1914) - Cuchillo, Mayupita o Madre de barbudo
  - Brachyhypopomus pinnicaudatus (Hopkins, 1991)
- Género Hypopomus (Gill, 1864)
  - Hypopomus artedi (Kaup, 1856)
- Género Hypopygus (Hoedeman, 1962)
  - Hypopygus lepturus (Hoedeman, 1962) - Anguilita
  - Hypopygus neblinae (Mago-Leccia, 1994)
- Género Microsternarchus (Fernández-Yépez, 1968)
  - Microsternarchus bilineatus (Fernández-Yépez, 1968)
- Género Racenisia (Mago-Leccia, 1994)
  - Racenisia fimbriipinna (Mago-Leccia, 1994)
- Género Steatogenys (Boulenger, 1898)
  - Steatogenys duidae (La Monte, 1929)
  - Steatogenys elegans (Steindachner, 1880) - Anguila
  - Steatogenys ocellatus (Crampton, Thorsen y Albert, 2004)
- Género Stegostenopos (Triques, 1997)
  - Stegostenopos cryptogenes (Triques, 1997)